# Поташня (Псковская область)
Поташня — деревня в Усвятском районе Псковской области России. Входит в состав сельского поселения «Церковищенская волость».

## География
Находится на юге региона, в восточной части района, в лесной местности, в 9 км от райцентра Усвяты и в 8 км от волостного центра Церковище.
Уличная сеть не развита.

## История
В соответствии с Законом Псковской области от 28 февраля 2005 года № 420-ОЗ деревня Поташня вошла в состав образованного муниципального образования Церковищенская волость.

## Население
| 2001 | 2002 | 2010 |
| ---- | ---- | ---- |
| 16   | ↘13  | ↘6   |

## Инфраструктура
Личное подсобное хозяйство.
Почтовое отделение, обслуживающее д. Поташня — 182583; расположено в волостном центре д. Церковище.

## Транспорт
Просёлочные дороги к д. Пекарево, д. Рагозы и д. Соболево.